# Compitum Acili
Compitum Acili је било мало светилиште лара у Риму. Подигнуто је 5. године пре н. е.
На важним раскрсницама или крајевима главних улица, које су обично представљале границу градске четврти (лат. vicus), Римљани су градили мало светилиште звано compitum. У њему су лари (lares compitales) поштовани као заштитна божанства одређеног места.

## Ископавање
Приликом археолошког истраживања простора између царских форума и Колосеума намењеног за изградњу пута Via dell’Impero, данас Via dei Fori Imperiali, 1932. године, откривени су остаци једног таквог compitum-а северно од Храма Венера и Роме. Мало светилиште састојало се од једне мале едикуле са два стуба око које су се налазили олтари. Антинио Марија Колини објавио је 1933. прелименарни извештај, у којем нису били наведене димензије, цртежи или фотографије. Тек 30 година касније поднео је документацију, која је међутим отворила мноштво питања. Због недостатка димензија и малог размера објављених планова архитекте ископавања Гуљелма Гатија није испуњавала критеријуме. Новом анализом документације ископавања, коју су 80-их и 90-их година 20. века извршили Моник Донден-Пер и Ђанлука Скинго, побољшано је знање о резултатима ископавања.

## Олтар
Током десетогодишње реформе региона магистри викуса Compitum Acili подигли су један мермерни олтар, чији остаци су пронађени приликом ископавања 1932. Спреда је украшен храстовим, а са стране ловоровим венцем. Носи следећи натпис:
mag(istri) vici comp(iti) / Acili anni X[ // ] M(arcus) An[t]onius L(ucius) Venuleiu[s] / [3]rionis Felix Turanni l(ibertus) Bucci[o]
Подигли су га, дакле, магистри десете године после реформе, тј. 3/4. пре н. е. у знак сећања на овај догађај нову организацију.